# Annie Jennings
Annie Jennings, née le 12 novembre 1884 à Chesterfield et morte le 20 novembre 1999 dans la même ville, est une supercentenaire britannique.